# Leonid Sóbinov
Leonid Vitálievich Sóbinov (Ruso: Леони́д Вита́льевич Со́бинов)  (Yaroslavl, 7 de junio [OS 26 de mayo] de 1872 – Riga, 14 de octubre de 1934), fue un aclamado tenor operístico ruso. Su fama continuó en la era soviética, y fue nombrado Artista del Pueblo en 1923. La voz de Sobinov era lírica en medida y tono, y la empleaba con distinguido gusto y excelente musicalidad.

## Biografía
Leonid Sóbinov nació en Yaroslavl, en la familia del agente de comercio de clase media-baja Vitaly Vasilyevich Sobinov. El periodo de su niñez fue aparentemente feliz y tranquilo. Su madre, que murió pronto, era una cantante aficionada, y debido a su inspiración, él comenzó a cantar en un coro local. Sobinov hizo la carrera de Derecho en Moscú en 1894. Después de la universidad, y de hacer el servicio militar, comenzó a ejercer como abogado. También comenzó a estudiar canto en Moscú con Aleksandr Dodonov y Aleksandra Santagano Gorchakova, quién, en 1897, le sugirió que se presentara a una audición en el Teatro Bolshói. Obtuvo un contrato en el Bolshói para un periodo inicial de dos años. Este contrato pondría la base para una carrera de canto de éxito extraordinario.
Sóbinov comenzó a cantar profesionalmente en Moscú y San Petersburgo en óperas como Ruslan y Ludmila, Faust, Manon, El príncipe Ígor, Eugene Onegin, Halka, Rigoletto, Lohengrin, Tannhäuser (como Walter von der Vogelweide) y  Zabava Putyatishna, de Mijaíl Ivanov (como Solovéi Budimirovich).
Sóbinov coincidió en esta etapa de su carrera con el bajo Fiódor Chaliapin, que era un año más joven que él; aparecieron juntos en escena en 1899. En aquel mismo año, añadió las partes de Andrej (Mazeppa), Gérald (Lakmé) y Alfredo Germont (La traviata) a su repertorio. Renunció a interpretar el Don José de Carmen, alegando que su naturaleza dramática sería perjudicial para su voz.
Para ampliar su repertorio operístico (habiendo ya añadido los papeles de tenor en Martha, Werther, Mignon y Roméo et Juliette), Sobinov decidió viajar a Italia, con el fin de poder experimentar la ópera italiana directamente. En 1904-06 (y otra vez en 1911)  apareció en La Scala de Milán. Sus interpretaciones fueron aclamadas en toda Europa, a causa de la belleza de su voz y su depurado estilo de canto. Además de en La Scala,  cantó en el Teatro Mariinski de San Petersburgo, la Ópera Garnier de París, el Covent Garden de Londres, la Ópera de Montecarlo y el Teatro Real de Madrid.
Sobinov consiguió enorme fama a pesar competir en el afecto del público ruso con una serie de tenores rivales de calidad excepcional, incluyendo los tenores líricos Dmitri Smirnov (1882–1944) y Andrei Labinsky (1871–1941), el tenor spinto Lev Klementiev (1868–1910) y el tenor dramático Iván Yershov (1867–1943). Según su contemporáneos, Leonid Sobinov era una persona dotada de un raro encanto. Algunas famosas bellezas de su época cayeron enamoradas de él, como Elisabeth Sadovskaya, la actriz, y Vera Karali, la bailarina de ballet y estrella del cine mudo.[cita requerida]
Su primer matrimonio, con su compañera de estudios María Karzhavina, no duró mucho, aunque tuvieron dos hijos: Borís y Gueorgui (Yuri) Sobinov. En 1915 se casó con Nina Mújina, hermana de la escultora soviética Vera Mújina, creadora del monumento al  "Trabajador y Granjero Colectivo". Fue un matrimonio feliz. Tuvieron una hija, Svetlana.
En 1917, después de la Revolución rusa, Sobinov se convirtió en director del Bolshói. Emprendió una gira por Ucrania en 1918 y, durante un tiempo, no pudo regresar a Rusia. En 1919 asumió la dirección de la División Ucraniana de Arte en Kiev. El año 1920 fue director de la División de Educación Pública en Sebastopol. En 1920 su hijo Yuri, que servía en el Ejército Blanco, fue asesinado cercan de Melitopol. Su otro hijo, Borís, compositor, (1895–1956), emigró a Alemania.
Sóbinov volvió a ser director del Bolshói en 1921. Dos años más tarde fue seleccionado para ser diputado del Ayuntamiento de Moscú. Hizo su última aparición en escena en 1933 en una gala en su honor en el Bolshoi. El año siguiente empezó a colaborar en el estudio operístico de Konstantín Stanislavski como director artístico.
La noche de 14 de octubre de 1934, Sóbinov murió en Riga  el hotel San Petersburgo, de un ataque de corazón. Su cuerpo fue transportado de vuelta a Moscú en un tren especial. Fue enterrado el 19 de octubre en el Cementerio Novo-Devichy en Moscú.
Sóbinov dejó un gran legado de registros fonográficos con anterioridad a la Revolución de 1917 (entre 1901 y 1910). Muchos de estos han sido restaurados y reeditados en Disco Compacto.